# 미하일 오스트로그라드스키
미하일 오스트로그라드스키(러시아어: Михаил Васильевич Остроградский, 우크라이나어: Михайло Васильович Остроградський, 1801년 9월 24일 – 1862년 1월 1일)은 러시아 제국 우크라이나의 수학자이자 물리학자였다. 발산 정리 및 물리학에서의 운동 방정식이 왜 대부분 2차 미분 방정식인지를 논한 오스트로그라드스키 불안정성으로 유명하다.

## 같이 보기
- 발산 정리
- 그린 정리